# Миндрешть (Молдова)
Миндрешть (рум. Mîndrești) — село у Теленештському районі Молдови. Адміністративний центр однойменної комуни, до складу якої також входить село Кодру.

## Населення
За даними перепису населення 2004 року у селі проживали 4160 осіб.
Національний склад населення села:
| Національність       | Кількість осіб | Відсоток   |
| -------------------- | -------------- | ---------- |
| молдавани румуни     | 3909 232       | 94,0% 5,6% |
| росіяни              | 11             | 0,3%       |
| українці             | 4              | 0,1%       |
| гагаузи              | 1              | < 0,1%     |
| інша / без відповіді | 3              | 0,1%       |
| Всього               | 4160           | 100%       |